# بلدية فانسبرو
بلدية فانسبرو (بالسويدية: Vansbro Municipality) هي municipality of Sweden تقع في السويد في مقاطعة دالرناس.

## توأمة
لبلدية فانسبرو اتفاقيات توأمة مع كل من:
- Velké Meziříčí [الإنجليزية]‏
- لوهانسك

## أعلام
- ماتس لارسون
- كينيث إريكسون